# Epania immaculata
Epania immaculata är en skalbaggsart som först beskrevs av Tadao Kano 1933.  Epania immaculata ingår i släktet Epania och familjen långhorningar.
Artens utbredningsområde är Taiwan. Inga underarter finns listade i Catalogue of Life.